# Bentiabasaurus
Bentiabasaurus is een geslacht van uitgestorven mariene reptielen, behorend tot de Mosasauridae. Het dier leefde tijdens het Krijt in de kustzeeën van westelijk Afrika. Er is één soort beschreven, Bentiabasaurus jacobsi.

## Fossiele vondsten
In 2015 werd de vondst gemeld in het Bench 19 beenderbed bij Bentiaba van een mosasauride, specimen MGUAN PA183, met in de buikholte achteraan de resten van een mosasauride (Gavialimimus sp.) en meer vooraan de resten van een kleinere mosasauride. In de nabijheid was een braakbal gevonden met daarin botten van een soortgelijke mosasauride. Deze laatste resten bleken een nog onbekende soort te vertegenwoordigen.
In 2023 werd de typesoort Bentiabasaurus jacobsi benoemd en beschreven door Michael J. Polcyn, de Nederlandse paleontoloog Anne S. Schulp en António Olímpio Gonçalves. De geslachtsnaam verwijst naar de vindplaats Bentiaba. De soortaanduiding eert de Amerikaanse paleontoloog Louis Leo Jacobs die opgravingen in het gebied verricht heeft.
De fossielen van Bentiabasaurus zijn gevonden in de Mocuio-formatie in zuidelijk Angola. De vondsten dateren uit het Maastrichtien met een ouderdom van circa 71,5 miljoen jaar. De belangrijkste vondsten bestaan uit twee syntypen, aparte fossielen waaraan de naam is verbonden. Het eerste syntype is MGUAN  PA  183D, deel van de gefossiliseerde darminhoud van een exemplaar van Prognathodon kianda, een grote mosasauriër. Dit syntype bestaat uit een gedeeltelijke schedel, de gedeeltelijke onderkaken, vier halswervels, twee nekribben, zes wervels uit de rug of het bekken en vijf staartwervels. Het ligt in het voorste spijsverteringskanaal zodat het vermoedelijk gaat om het laatste maal van de grote mosasauride. Het skelet ligt niet meer in anatomisch verband. Het tweede syntype is MGUAN PA554, stukken van de onderkaken en quadrata in vermoedelijk een soort braakbal, resten die opgehoest werden toen het vlees eromheen door het maagzuur was opgelost.
Daarnaast zijn er drie fossielen aan de soort toegewezen. Het gaat dan om exemplaren die kenmerken met de syntypen delen zodat het gerechtvaardigd is ze tot de soort te rekenen, maar die geen extra informatie verschaffen. Het betreft de specimina MGUAN PA 282, MGUAN PA283 en MGUN PA 284. Alle drie zijn rechterquadrata, botten die de achterhoeken van de schedel vormen, waaraan de onderkaken bevestigd zijn. De quadrata hebben bij mosasauriden een zeer typerende vorm, een zogenaamd conch vormend, zodat ze goed op soort te identificeren zijn. alle exemplaren maken deel uit van de collectie van het Projecto PaleoAngola in het Museum  of  Geology, Universidade Agostinho Neto, te Luanda.

## Uiterlijke kenmerken
Bentiabasaurus was een graciel gebouwde mosasauriër met een geschatte lengte van 3 tot 3,7 meter. De schedel is veertig centimeter lang.
Er werd een unieke combinatie van op zich niet unieke kenmerken vastgesteld. Bij de praemaxilla ligt het foramen op de achterste tak voor de nervus ethmoidalis tussen de positie van de tweede en derde maxillaire tand. Er zijn minstens vijftien maxillaire tanden (veertien bevinden zich nog in het fossiel en er is ruimte voor een extra). Op de binnenzijde van de tandwal van het bovenkaaksbeen bevindt zich een opvallende schuin naar beneden en binnen gerichte groeve. Het voorhoofdsbeen is min of meer driehoekig en smal met hol gekromde buitenranden. Aan de achterzijde van het voorhoofdsbeen sluiten rechthoekige uitsteeksels aan beide zijden van de middenlijn nauw om een relatief groot foramen pineale. Het schedeldak is vooraan langwerpig en driehoekig, naar achteren scherp uiteen lopend. de beennaad tussen het postorbitofrontale en het wandbeen is hoekig en Z-vormig. Het proöticum heeft een uitgang voor de zevende hersenzenuw op de buitenzijde van de onderste tak. Het quadratum is smal aan de buitenzijde, met een stompe opgaande rand op de onderste achterzijde, een goed ontwikkelde groeve op de vleugel en een opvallende verticale groeve op halve hoogte op de voorste binnenzijde. De tandrij van het pterygoïde bevindt zich op een recht verheven uitsteeksel. Het dentarium heeft vijftien of zestien tandposities (er zijn nog dertien tanden aanwezig en er is ruimte voor twee of drie meer). Het surangulare heeft een hoge beenstut voor het coronoïde. Het coronoïde heeft een achterste inkeping in de binnenste beenplaat. De binnenste beenplaat van het coronoïde is maar iets hoger dan de buitenste plaat en raakt het angulare niet. Het retroarticulaair uitsteeksel van de onderkaak is recht naar achteren gericht, zonder buiging naar beneden of binnen. De tanden op de kaakranden hebben symmetrische snijranden aan voorkant en achterkant en zijn overdwars afgeplat met glad tandglazuur. De wervels hebben secundaire gewrichtsuitsteeksels, zygaposfenen en zygantra, tot minstens het einde van de romp. De chevrons van de staartwervels zijn versmolten.

## Fylogenie
Bentiabasaurus werd binnen de Mosasaurinae in de Plotosaurini geplaatst.

## Levenswijze
Bentiabasaurus zegt vooral iets over de levenswijze van zijn predator Prognathodon. Omdat de gavialimimus oorspronkelijk al zo'n vier meter lang was, zou de zeven meter lange apexpredator wel een onvoorstelbare slokop zijn geweest als hij kort daarop ook nog eens een 3,7 meter lange bentiabasaurus verzwolgen had. Daarom overwogen de beschrijvers de mogelijkheid dat alleen de halve dieren als aas waren gegeten en dat het stuk met de moeilijk in te slikken kop als restant door andere predatoren was achtergelaten.